# Parco dei Fontanili (Milano)
Il parco dei Fontanili è un'oasi naturale e parco urbano del Municipio 6 di Milano, all'estremità occidentale della città ed è raggiungibile dalla stazione Bisceglie.

## Il riassetto complessivo dell'area
Il parco, nell'attuale configurazione, è la porzione occidentale di territorio di un "sistema verde" più ampio che, con il parco Calchi Taeggi, il parco del Deviatore dell'Olona e il Parco Blu in direzione est, arriva a congiungersi con il parco delle Cave e Boscoincittà. Il progetto prevede anche la riqualificazione abitativa, con la realizzazione di un nuovo quartiere residenziale, ma parte delle aree interessate sono sotto sequestro giudiziario dal novembre 2010 perché ritenute inquinate e non bonificate.

## Il parco oggi

Il fontanile Marcione lungo la futura via Saint Bon a lato dell'Ospedale Militare di Baggio a Milano

Ancor prima della definitiva dismissione delle attività agricole, era polemica tra i sostenitori del parco, chi era a favore della riqualificazione dell'area con la costruzione di un quartiere residenziale e chi riteneva si dovessero ripristinare le condizioni irrigue e riprendere le coltivazioni. Alla fine, il comune optò per il parco, inserito nel disegno di cui si è detto sopra.
Il triangolo nord del parco, quello tra il deviatore Olona, la via Parri e il recinto del carcere minorile Cesare Beccaria, ospita la Cassinazza ("la Cassinascia", in milanese), il complesso agricolo da cui, fino agli anni settanta, dipese la coltivazione dell'intera area, e destinato a residenza universitaria e impianti sportivi. Sul resto della superficie (oltre i quattro quinti), prevalgono i prati e nuclei alberati isolati. Al centro è stato realizzato un pergolato quadrato (32 metri di lato) sostenuto da pilastri di mattoni rossi e travature di legno che ricordano i rustici delle vecchie cascine; da questo si dipartono vari percorsi ciclopedonali uno dei quali affianca un corso d'acqua spontaneo che attraversa il parco da nordovest a sudest.
Per i cani esiste un'apposita area recintata di novecento metri quadrati.

## Flora

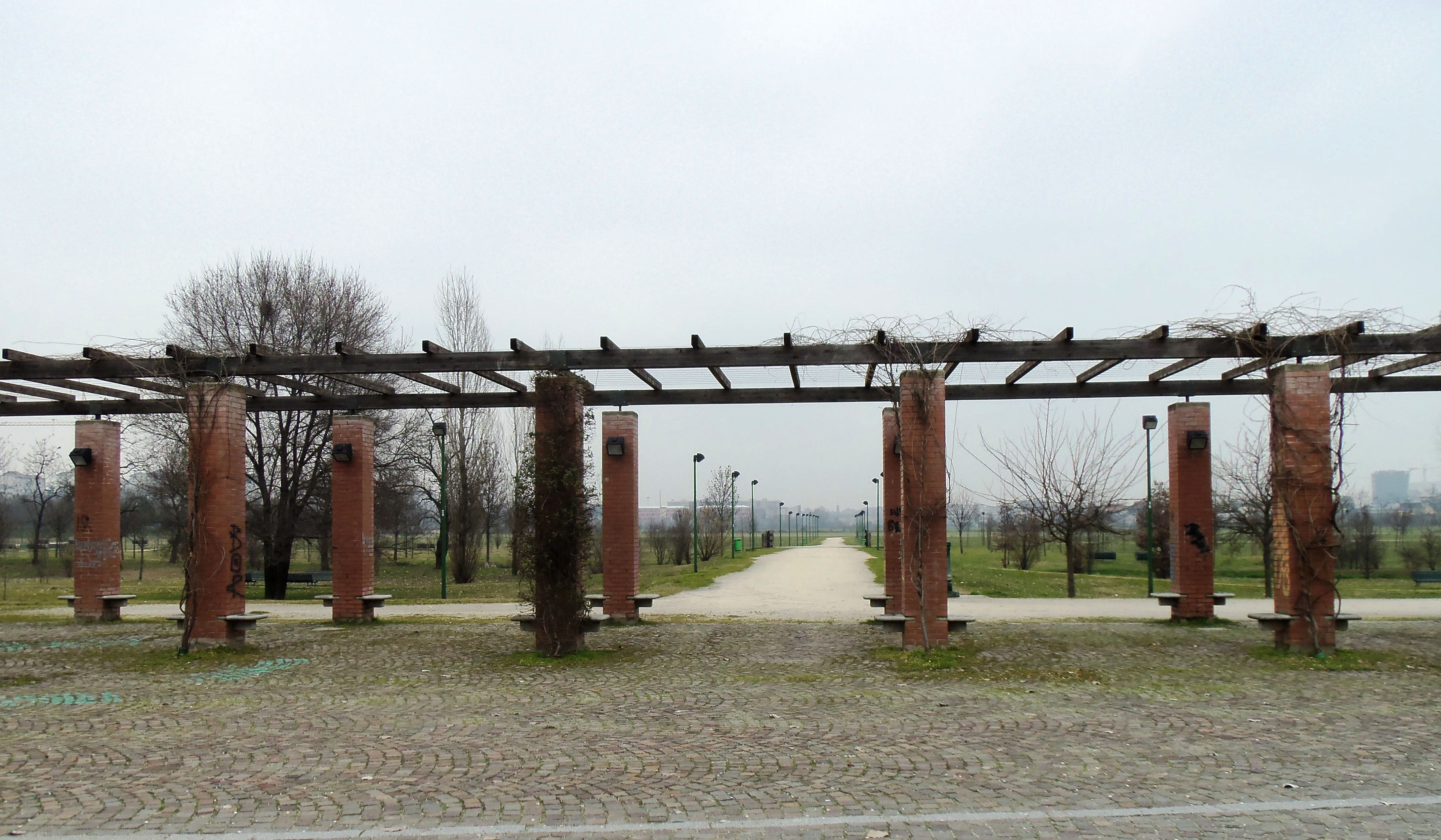
Il pergolato, costruito come una vecchia corte di cascina

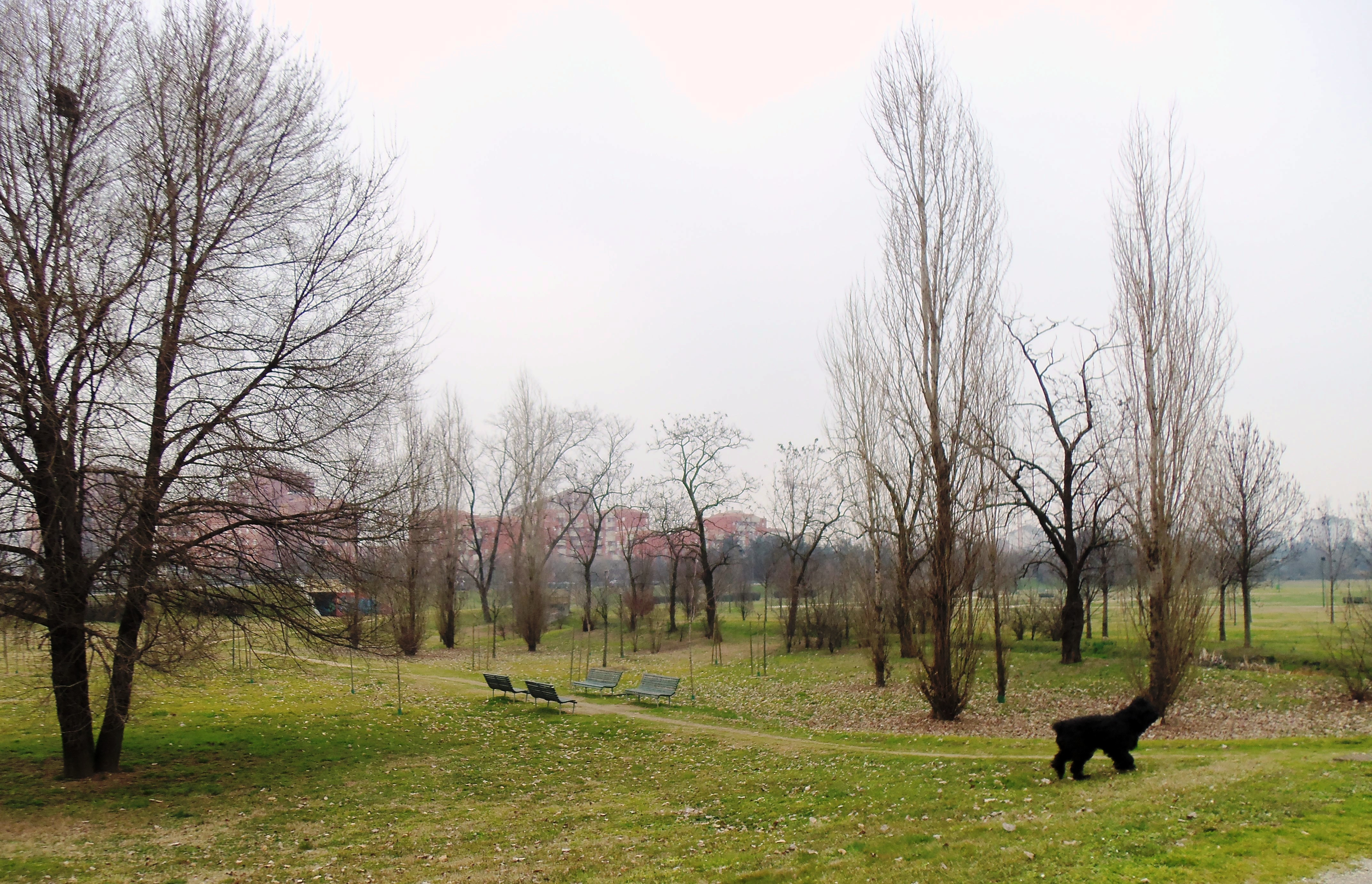
Un angolo del parco dei Fontanili

Tra le principali specie arboree ricordiamo: l'acero riccio, l'acero argentato, l'acero di monte, il campestre e l'americano, l'ontano nero e l'ontano napoletano, il carpino bianco, il ciliegio da fiore, il clerodendro, il bagolaro, il frassino maggiore e l'orniello, lo spino di Giuda, il platano comune, il pioppo bianco e il pioppo cipressino, il tiglio selvatico, la robinia.